# هارون فينك
هارون فينك (بالإنجليزية: Aaron Fink)‏ هو رسام أمريكي، ولد في 10 مارس 1955 في بوسطن في الولايات المتحدة.